# Slano
Slano é um pequeno vilarejo na região meridional da Croácia, banhada pelo mar Adriático, possui uma baia chamada Baia de Slano ou Baia do Sal e um pequeno porto onde atracam pequenos Iates.
Está localizada a 27 km a nordeste de Dubrovnik, sendo atendida pela rodovia litorânea (M2, E65).
A agricultura consiste em cultivo de azeitonas, tabaco e uvas para fabricação de vinho, porém a comunidade vive realmente do turismo e da pesca profissional.
Já no período pré-histórico a região era povoada, no período antigo foi ponto estratégico da coro Romana onde construíram uma fortaleza, hoje na cidade é possível visitar túmulos de cavaleiros cristãos. No ano de 1399 Slano passou a fazer parte da República de Ragusa ou República Dubrovinika e foi onde construíram o palácio do duque.
Também possui uma igreja franciscana do século XVI com o altar adornado por Lovro Dobričević um dos maiores artistas croatas. E a igreja paroquial de São Blaise de 1407 foi reconstruída no período barroco. na cidade existem outras duas igrejas do século XIII, a Igreja da Anunciação e a de São Pedro.